# Bartholomew Company

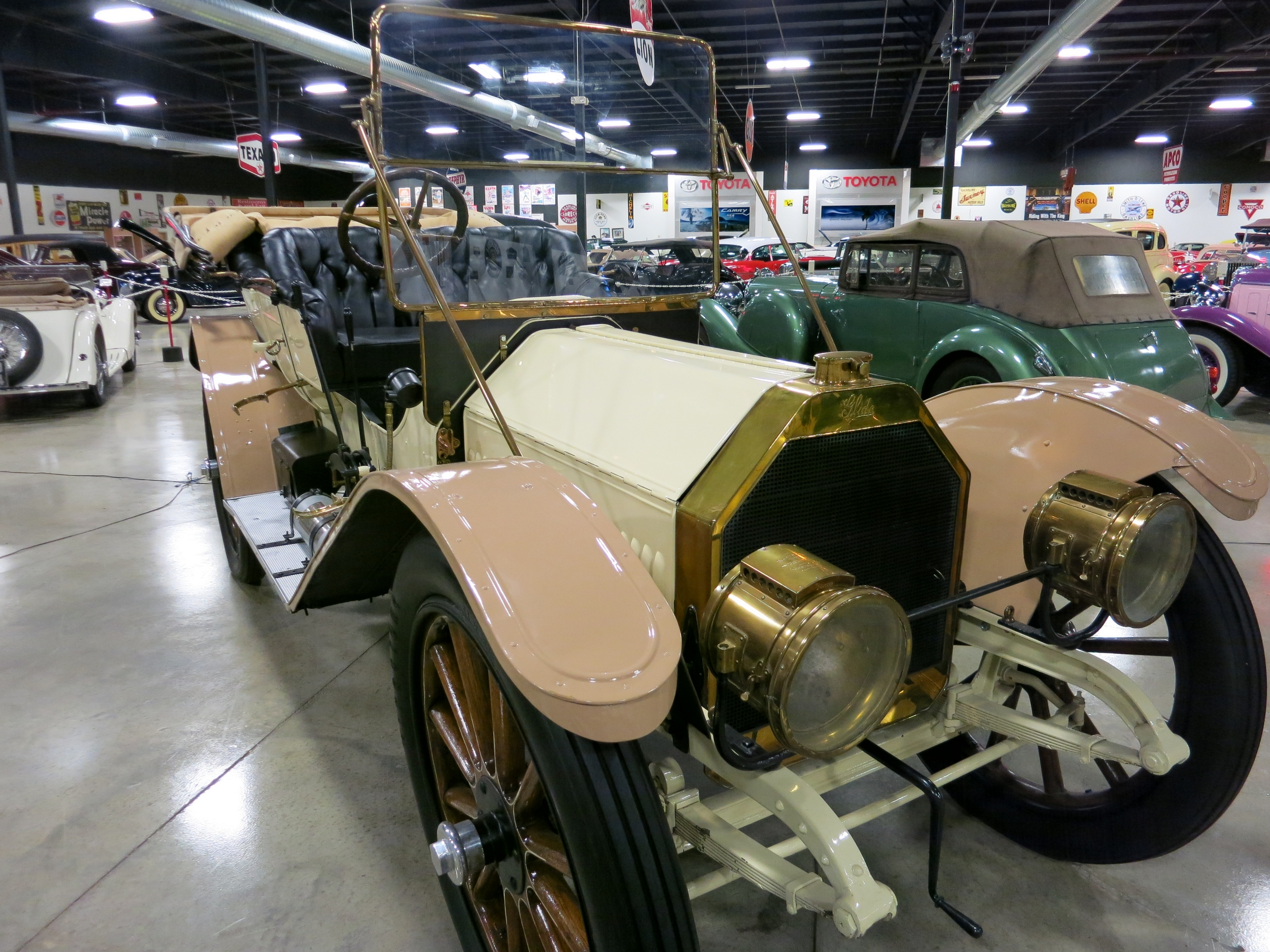
Glide von 1908

Bartholomew Company war ein US-amerikanischer Hersteller von Automobilen.

## Unternehmensgeschichte
J. B. Bartholomew war ein Erdnussfabrikant und Kaffeeröster aus Peoria in Illinois. 1901 begann er mit der Entwicklung  von Automobilen. Der Markenname lautete zunächst Bartholomew. Erst 1903 gründete er das Unternehmen und änderte den Markennamen auf Glide. 1920 endete die Produktion. Insgesamt entstanden etwa 3925 Fahrzeuge.

## Fahrzeuge
Bereits 1901 hatte Bartholomew einen kleinen, benzingetriebenen Wagen mit Einzylindermotor konstruiert. Der kleine, zweisitzige Runabout erhielt 1903 den Modellnamen Glidemobile und wurde in Serie gefertigt. Ab 1904 hieß das 8 bhp (5,9 kW) starke Gefährt nur noch Glide.
Neben diesen Pkw entstanden fahrbare, motorisierte Erdnussröster und Popkornmaschinen für den Einsatz auf Festen und Ausstellungen. 1905 wurde der Glide in der Automobile Review als erster Pkw gepriesen, dessen Motor schwimmend im Chassis aufgehängt war, sodass die Vibrationen nicht auf das Fahrgestell und die Karosserie übertragen wurden. Im gleichen Jahr baute Bartholomew Zweizylindermotoren eigener Fertigung in seine Fahrzeuge ein.
Im Folgejahr kam der erste Vierzylindermotor und 1907 der erste Sechszylindermotor, beide von der Rutenber Motor Company zugeliefert. 1908 erreichte die Fertigung mit 200 Automobilen im Jahr den Höhepunkt. Ab 1916 gab es nur noch Sechszylindermotoren. Die Vergaser wurden von Wheeler-Schebler zugeliefert.
1920 entstand der letzte Glide, das Modell 40 mit 45 bhp (33 kW), als fünfsitziger Tourenwagen oder viersitziger Roadster.

## Modelle
| Modell      | Bauzeitraum | Zylinder | Leistung               | Radstand     | Aufbauten                                                             |
| ----------- | ----------- | -------- | ---------------------- | ------------ | --------------------------------------------------------------------- |
| Glidemobile | 1903        | 1        | 6 bhp (4,4 kW)         | 1828 mm      | Runabout 2 Sitze                                                      |
| Style A     | 1904–1905   | 1        | 8 bhp (5,9 kW)         | 1828–1880 mm | Runabout 2 Sitze, Tonneau 5 Sitze                                     |
| Style B     | 1904        | 1        | 8 bhp (5,9 kW)         | 1828 mm      | Runabout 3 Sitze                                                      |
| Style D     | 1905        | 2 Reihe  | 14 bhp (10,3 kW)       | 2032 mm      | Tourenwagen mit Seiteneinstieg                                        |
| C           | 1906        | 1        | 10 bhp (7,4 kW)        | 2134 mm      | Runabout 2 Sitze                                                      |
| F           | 1906        | 2 Reihe  | 18 bhp (13,2 kW)       | 2184 mm      | Tourenwagen 5 Sitze                                                   |
| E           | 1906–1907   | 4 Reihe  | 35–36 bhp (26–26,5 kW) | 2616 mm      | Tourenwagen 5 Sitze                                                   |
| G           | 1907–1909   | 4 Reihe  | 40–45 bhp (29–33 kW)   | 3048 mm      | Tourenwagen 5/7 Sitze, Pullman-Limousine 5 Sitze                      |
| H           | 1907–1908   | 6 Reihe  | 60 bhp (44 kW)         | 3353 mm      | Tourenwagen 7 Sitze                                                   |
| R           | 1909        | 4 Reihe  | 45 bhp (33 kW)         | 3200 mm      | Runabout 2 Sitze, Tonneau 4 Sitze                                     |
| 45          | 1910–1913   | 4 Reihe  | 45 bhp (33 kW)         | 3048–3099 mm | Roadster 2/3/4 Sitze, Scout 2/5 Sitze, Tourenwagen 5/7 Sitze          |
| 36 / 36–42  | 1912–1914   | 4 Reihe  | 36 bhp (26,5 kW)       | 2896–2997 mm | Roadster 2 Sitze, Scout 2 Sitze, Torpedo 4 Sitze, Tourenwagen 5 Sitze |
| 30          | 1915        | 4 Reihe  | 30 bhp (22 kW)         | 2946 mm      | Roadster 2 Sitze, Tourenwagen 5 Sitze                                 |
| 6-40 / 40   | 1916–1920   | 6 Reihe  | 40–45 bhp (29–33 kW)   | 3023 mm      | Roadster 4 Sitze, Tourenwagen 5 Sitze, Limousine 5 Sitze              |

## Produktionszahlen
| Jahr  | Produktionszahl |
| ----- | --------------- |
| 1903  | 25              |
| 1904  | 50              |
| 1905  | 100             |
| 1906  | 150             |
| 1907  | 175             |
| 1908  | 200             |
| 1909  | 200             |
| 1910  | 200             |
| 1911  | 200             |
| 1912  | 200             |
| 1913  | 200             |
| 1914  | 200             |
| 1915  | 300             |
| 1916  | 500             |
| 1917  | 500             |
| 1918  | 500             |
| 1919  | 200             |
| 1920  | 25              |
| Summe | 3925            |